# Derek Pugh
Derek Pugh   (Tooting, 8 de febrer de 1926 - Tooting, 2 de maig de 2008) va ser un atleta anglès, especialista en el 400 metres, que va competir durant la dècada de 1940.
El 1948 va prendre part en els Jocs Olímpics de Londres, on disputà dues proves del programa d'atletisme. En ambdues, els 400 metres i 4x400 metres relleus, quedà eliminat en sèries.
En el seu palmarès destaquen una medalla de plata i una de bronze al Campionat d'Europa d'atletisme de 1946, i dues medalles d'or al de 1950, sempre en els 400 metres i 4x400 metres. També guanyà una medalla de plata en el 4x400 metres als Jocs de l'Imperi Britànic de 1950.

## Millors marques
- 400 metres. 47.3" (1950)[1][4]